# Amtsgericht Himmelpforten
Das Amtsgericht Himmelpforten war ein Gericht der ordentlichen Gerichtsbarkeit in Himmelpforten.
Nach der Revolution von 1848 wurde im Königreich Hannover die Rechtsprechung von der Verwaltung getrennt und die Patrimonialgerichtsbarkeit abgeschafft.
Das Amtsgericht wurde daraufhin mit der Verordnung vom 7. August 1852 die Bildung der Amtsgerichte und unteren Verwaltungsbehörden betreffend als königlich hannoversches Amtsgericht gegründet.
Es umfasste das Amt Himmelpforten.
Das Amtsgericht war dem Obergericht Stade untergeordnet. Es wurde 1859 aufgehoben und sein Gerichtsbezirk dem Amtsgericht Osten (alles auf dem linken Ufer der Oste) und dem Amtsgericht Stade (alles auf dem rechten Ufer der Oste) zugeordnet.